# Teréza Nováková
Teréza Nováková, de soltera Langhaus, (Praga, 31 de juliol de 1853 - Praga, 13 de novembre de 1912) fou una escriptora txeca. Representant del realisme, fou també una activista en favor de l'emancipació de les dones a Bohèmia.

## Vida
Provenia d'una família mig alemanya. El pare era txec; la mare, alemanya, procedia d'una família benestant alemanyajueva. Mai no va deixar d'interessar-se pels esdeveniments contemporanis, la cultura, l'art i la política, i en la mesura del possible va expressar les seves opinions públicament. Va treballar en associacions de dones i va lluitar per la igualtat de les dones (va fundar una associació d'aquesta mena, el propòsit de la era educar les dones). També va ser col·leccionista de vestits, brodats i ceràmica. Teréza Nováková va assistir a l'escola de nenes de S. Amerlingová, i posteriorment al Club Americà de Dames Txeques de Náprstek, on va ser presentada per Karolina Světlá. Un coneixement profund dels idiomes estrangers li va permetre de llegir autors alemanys i anglesos en versió original i així va descobrir la literatura mundial. Durant els seus estudis, Teréza Nováková va conèixer Svatopluk Čech, així com el seu futur marit, el professor de gymnasium Josef Novák. Amb ell després del matrimoni, el 1876, va anar a Litomyšl.
Teréza Nováková es va interessar en estudis etnogràfics de la gent de la Bohèmia Oriental. L'autora va trigar a conèixer la regió, però després es va enamorar d'ella i, fins i tot després que el seu marit es traslladés a Praga, encara tornava als indrets que li eren familiars. La família va tornar a Praga després de vint anys. Uns anys més tard, Nováková es va establir a Proseč u Skutče. Fou a Proseč, en una tranquil·litat solitària, on va passar els últims dotze anys de vida i va escriure la seva novel·la fonamental Drašar.
La família va tenir set fills, però només el crític i historiador literari Arne Novák i el més jove, Jaroslav, van sobreviure a la seva mare. No va poder fer front a la pèrdua dels seus fills i, per tant, continuà escrivint. En aquest difícil període van crear les seves obres més elevades. Quan el fill de l'autora va morir el 1901 a l'Elba, va decidir deixar la ploma per sempre. Al final, però, no va renunciar a l'obra literària.
Teréza Nováková va morir a Praga amb el seu fill Arne Novák. El seu model era Karolina Světlá.

## Família
Va tenir set fills amb Josef Novák,però sis van morir prematurament, la majoria en edat adulta. El primer fill de Novák va néixer mort, Theodor es va ofegar als vint-i-dos anys a l'Elba, Marie va morir als catorze anys i Ludmila als dinou. Vladimir, després d'un examen infructuós a la universitat, es va suïcidar, i el més jove, Jaroslav, nascut a finals del segle xix, va morir a la Primera Guerra Mundial.

## Obra
El tema principal de les obres de Nováková és el desenvolupament espiritual del camp de Bohèmia Oriental. Els seus herois són nobles que lluiten pel progrés conjunt de la societat en general: aquest progrés significa per a ella el socialisme i, per descomptat, el seu interès per la classe treballadora i els més pobres.

### Novel·la
- Maloměstský román (1890) – descriu el destí de la filla de Karel Havlíček Borovský, dedicada a Karolina Světlá
- Jan Jílek (1904) – el protagonista aquí és un protestant txec que es veu obligat a abandonar la seva pàtria per culpa de la llibertat religiosa.
- Jiří Šmatlán (1906) – biografia d'una persona que evoluciona de la religió a les idees del socialisme.[3]
- Na Librově gruntě (1907) – ambientada l'any 1848 al camp, tracta els problemes que envolten l'abolició de la servitud.
- Děti čistého živého (1909) – qüestions de grups religiosos que han passat al misticisme.
- Drašar (1914) – novel·la escrita per una persona real, descriu els problemes psicològics d'un sacerdot d'un poble i acaba tràgicament. La història es desenvolupa sota l'actual til·ler de Drašarová, a prop del poble de Pustá Rybná.

### Prosa
- Z měst i ze samot (1890)[4]
- Karolina Světlá, její život a její spisy (1890)
- Kresby a črty (1891)
- Kroj lidový a národní vyšívání na Litomyšlsku (1891)
- Z nejvýchodnějších Čech (1898) – sobre els viatges per la frontera Bohèmia-Moràvia
- Ženský klub český v Praze (1902)
- Rosné perly (1902)
- Úlomky žuly (1902) – narracions
- Dvě stařenky (1908)
- Ze ženského hnutí (1912)
- Démon a jiné ženské podobizny (1918)[5]
- Východočeské lomenice – estudi etnogràfic
- O českém kroji
- Slavín žen českých
- Moderní pohádky
- Kamenité stezky
- Drobné prózy – l'obra conté bàsicament tota la prosa menor de Teréza Nováková. En elles, l'escriptora recorre a les qüestions rurals i es manifesta com a seguidor del realisme.
- Z luhů a hájů naší vlasti
- Z naší národní literatury